# Maurois
Maurois ist eine französische Gemeinde mit 405 Einwohnern (Stand: 1. Januar 2022) Département Nord in der Region Hauts-de-France. Sie gehört zum Arrondissement Cambrai und zum Kanton Le Cateau-Cambrésis. Die Bewohner nennen sich Maurausiens oder Maurausiennes.

## Geografie
Die Gemeinde Maurois liegt etwa 20 Kilometer südöstlich von Cambrai. Hier entspringt das Flüsschen Erclin. Maurois grenzt im Nordosten an Reumont, im Südosten an Honnechy, im Süden an Busigny, im Südwesten an Maretz und im Nordwesten an Bertry. 

## Bevölkerungsentwicklung
| Jahr                       | 1962 | 1968 | 1975 | 1982 | 1990 | 1999 | 2006 | 2013 | 2020 |
| Einwohner                  | 515  | 536  | 492  | 454  | 387  | 378  | 459  | 406  | 404  |
| Quellen: Cassini und INSEE |      |      |      |      |      |      |      |      |      |

## Sehenswürdigkeiten

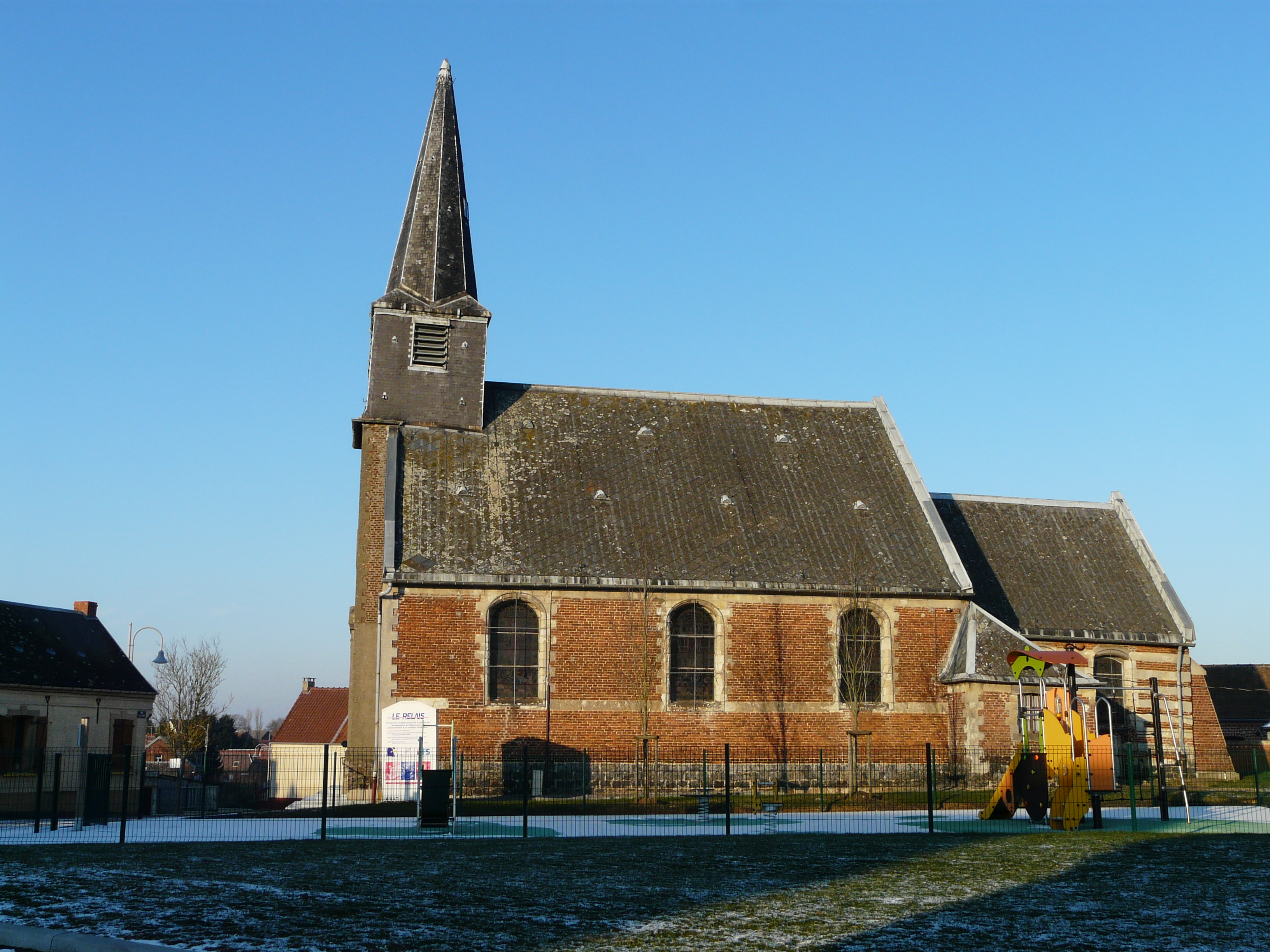
Kirche Saint-Nicolas
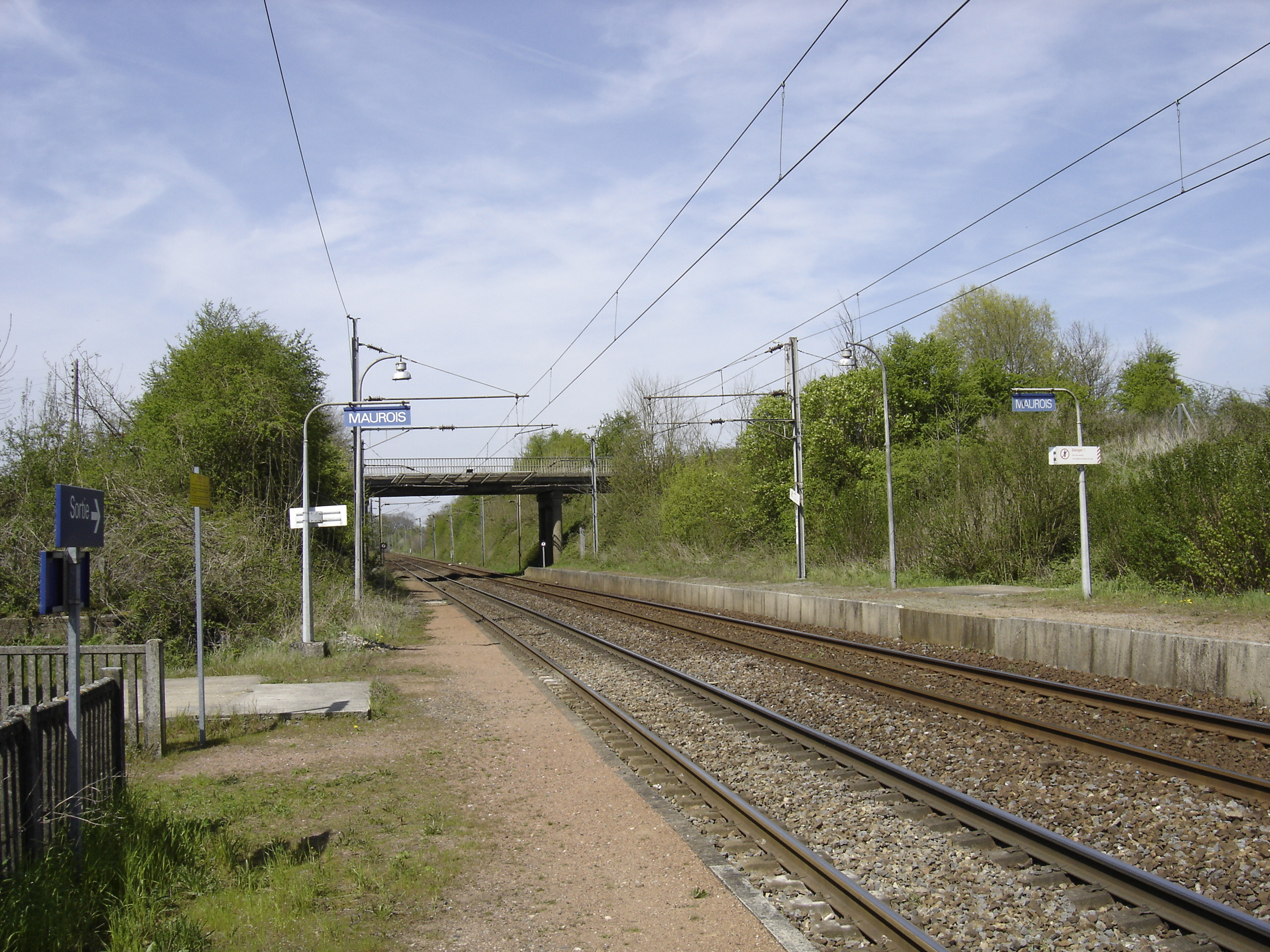
Haltepunkt an der Bahnlinie von Busigny nach Somain, eröffnet 1888

- Calvaire
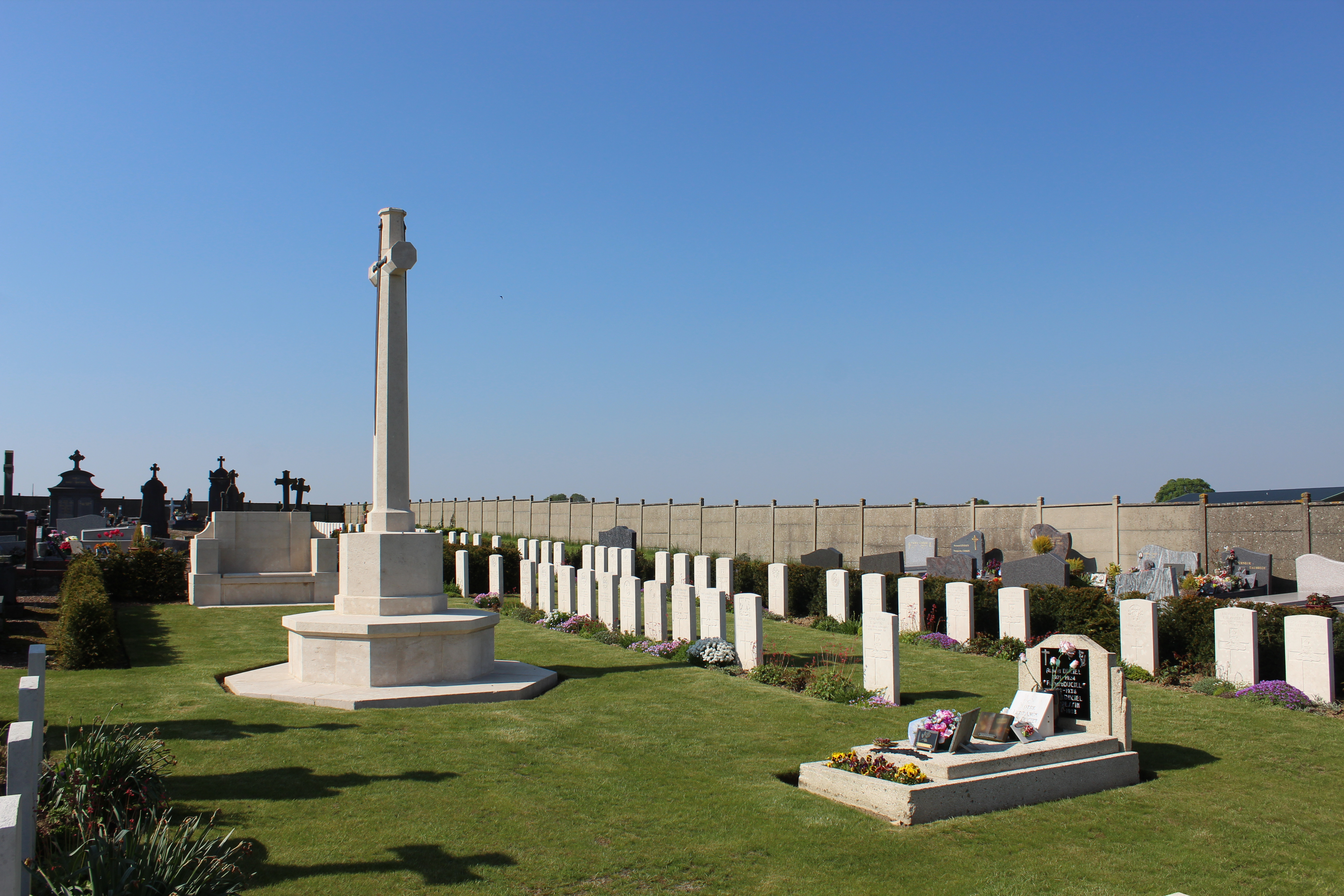
britischer Soldatenfriedhof
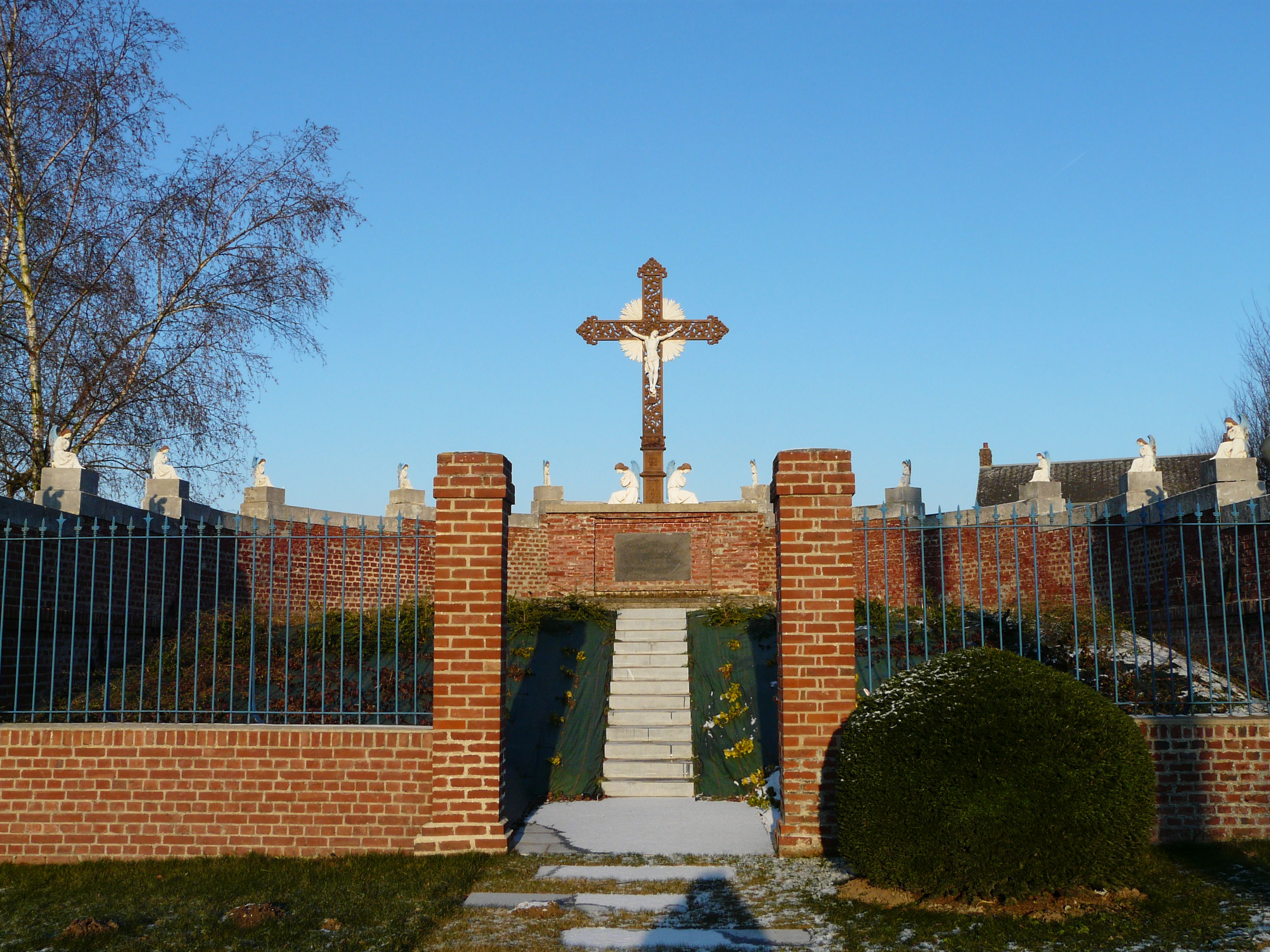
Calvaire
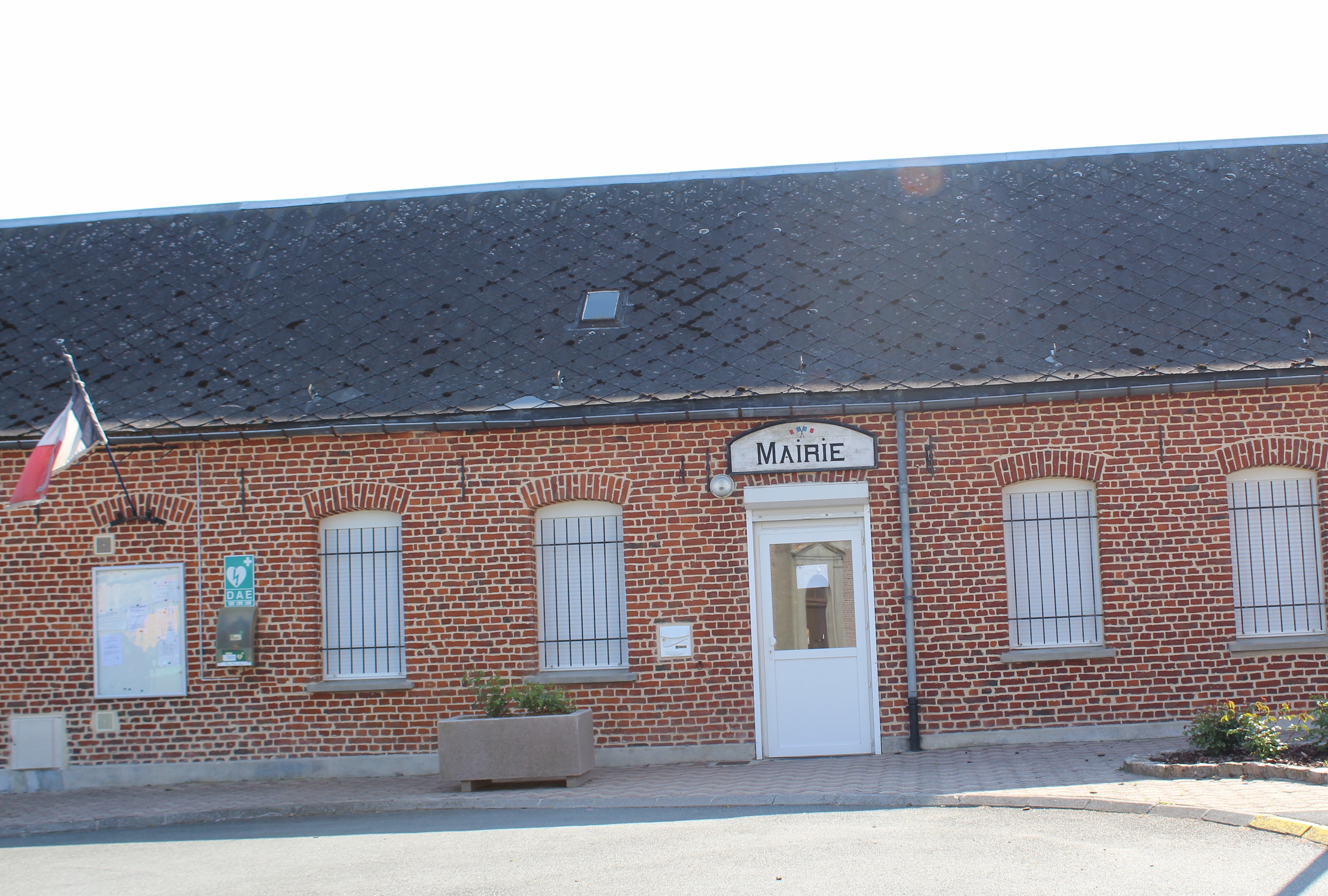
Rathaus (mairie)
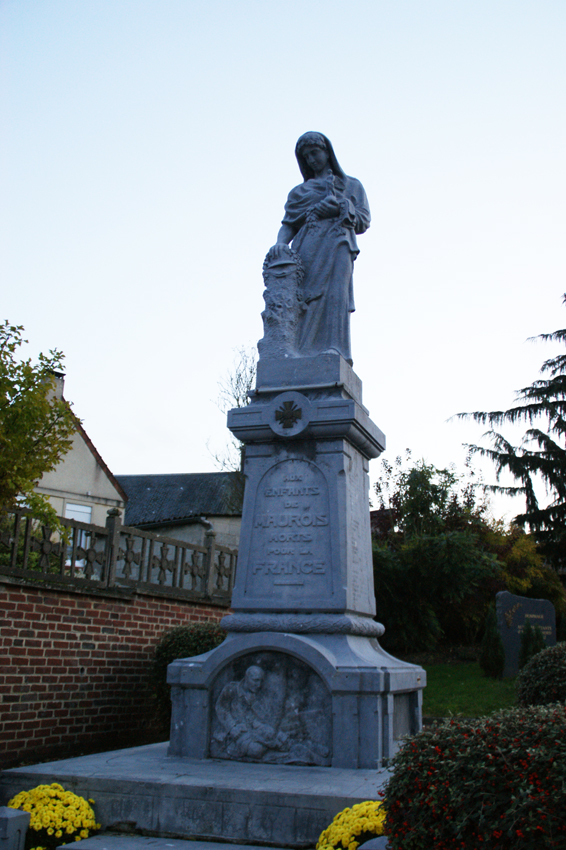
Gefallenendenkmal

- Kirche Saint-Nicolas
- Haltepunkt an der Bahnlinie von Busigny nach Somain, eröffnet 1888
- Britischer Soldatenfriedhof
- Calvaire
- Rathaus (mairie)
- Gefallenendenkmal